# 1938 في فنلندا
فيما يلي قوائم الأحداث التي وقعت خلال عام 1938 في فنلندا.

## سياسة

### انتهاء فترة المنصب
- 16 نوفمبر – رودولف هولستي وزير الخارجية [الإنجليزية]‏.

## مواليد

### يناير
- 7 يناير – رونو ألتونن

### مارس
- 18 مارس – تيمو ماكينن سائق رالي فنلندي.

## وفيات

### أبريل
- 15 أبريل – أندرس دونر (مواليد 1854) عالم فلك فنلندي.